# 燕雲台-The Legend of Empress-
『燕雲台-The Legend of Empress-』（えんうんだい ザ・レジェンド・オブ・エンプレス、原題：燕云台、英題：The Legend of Xiao Chuo）は、2020年の中国のテレビドラマ。総製作費67億円。

## 概要
遼の五代皇帝景宗の皇后となって六代皇帝聖宗を産み、この二代の治世を摂政として補佐した、睿智蕭皇后の生涯をモチーフに描いた一代記。
睿智蕭皇后と韓徳譲の関係や、韓徳譲の妻の顛末などの描写は、北宋の路振による野史『乗軺録』の記述を参考にしたと考えられる。
作中での"南朝"とは主に宋のことを指す。
日本語字幕翻訳は河合彩子、河栗真由美、神部明世。

## あらすじ
10世紀、北方から版図を広げた契丹人は、後晋から割譲された燕雲十六州の漢人と漢風文化を自国の体制と併存させ、さらなる南下をもくろみながら国号を遼と改めて、南方に次々と興隆する漢人王朝との戦いを続けていた。国内では、太祖の三人の息子の血統間で、絶え間なく帝位争いが繰り返されていた。
遼の北府宰相の娘に生まれた蕭燕燕は、二人の姉や父らの愛情を受けて、旺盛な行動力を持つ闊達な少女に育つ。燕燕はあるきっかけで知り合った漢人官吏の息子の韓徳譲と惹かれ合うが、蕭家は代々皇后を輩出する一族であり、娘たちの婚姻は国の行く末に直結するものだった。帝位争いの鍵と成り得る三姉妹は、それぞれ皇族の男たちに目をつけられる。燕燕を妻にと望んだのは、18年前に祥古山の変で殺された先帝の遺児であり、徳譲の友人でもある耶律賢だった。

## 登場人物

### 主要人物
| 役             | 演                                  | 紹介 | 声                                 |
| 蕭燕燕         | ティファニー・タン （唐嫣）         | 蕭家の三女→景宗の貴妃→景宗の皇后→摂政皇后→皇太后 蕭思温と耶律呂不古の三女。胡輦と烏骨里の妹。隆緒、観音女、胡都菫の母。 組手や弓射などの武芸に秀で、行動力が旺盛で意思が強い。男や目上を相手にしても怯まない反面、自他共に『わがまま』と評すほど感情表現が率直な少女。 宰相の娘という生まれから、自然と書物などで治国の術に触れて育つ。やがて述律太后に憧れ、『女でも自分の考えを持って国のためになることをする』ことを夢見るようになる。 韓徳譲とは相愛の仲となり、耶律賢とも友情を築くが、徳譲と婚約した後に、即位した賢から父を通じて妃として召し出される。立后後は病弱な賢の摂政となり、"朕"の自称を許される。 徳譲と婚約した際、彼に漢名をねだり、長恨歌の一節から取った"綽"という名を贈られた。 | 喬詩語 / 徐燕 (老年期のモノローグ) |
| 韓徳譲         | ショーン・ドウ （竇驍） 少年:芦展祥 | 郎君軍右統帥→枢密院通事→南京留守→南院枢密史→大丞相→晋王 韓匡嗣の息子。 耶律賢とは幼馴染で、祥古山の変で耶律阮らが殺されるところを共に目撃してからは、耶律璟から帝位を奪還するべく賢の右腕となって働く。 燕燕とは相愛の仲となり、賢も燕燕に惹かれていると知らないまま婚約する。 隆緒の即位後は、賢の遺言により隆緒の相父として遇され、太后となった燕燕と隆緒の執政を支える。後に燕燕の命で耶律姓を下賜され、一族共々季父房へ改籍されて、皇族に列せられる。この際、徳譲個人の地位は親王の上とされて鉄券を授かり、朝堂での跪拝を免ぜられる。 | 魏超                               |
| 耶律賢（明扆） | ジン・チャオ （経超）               | 遼五代・景宗 太祖耶律阿保機の長男・人皇王耶律突欲の血統。 世宗耶律阮の息子で、突欲の孫。胡古典の同母兄。只没の異母兄。隆緖、観音女、胡都菫、薬師奴の父。 6歳のとき、祥古山の変で父らが耶律察割に殺されるところを徳譲と共に目撃。その後、察割を討って皇帝となった耶律璟に、弟妹共々庇護されて育つ。璟の一派からは、病弱を口実に出歩くことを制限され、常に監視されている。 璟からの帝位奪還を目論む中で燕燕と出会い、治国の術への見識が深い彼女を、自身の皇后にと望むようになる。 | 斉斯伽                             |
| 蕭胡輦         | カーメイン・シェー （佘詩曼）       | 蕭家の長女→太平王妃→皇太妃 蕭思温と耶律呂不古の長女。烏骨里と燕燕の姉。耶律罨撒葛の妻。 家族思いで、向こう見ずな妹たちをたしなめながらも可愛がる。男子のいない父から『蕭氏の家長』としてふるまうよう説かれ、妹たちの幸せと后族という立場の間で葛藤するようになる。 後に夫から国阿輦斡魯朶(皇族の私兵)を受け継ぎ、国境地帯警備の総指揮として北方に赴く。やがて妹の夫たちが対立を深める中、バランサーとして奔走する。 | 邱秋                               |
| 蕭烏骨里       | ルー・シャン （盧杉）               | 蕭家の次女→趙王妃 蕭思温と耶律呂不古の次女。胡輦の妹、燕燕の姉。耶律喜隠の妻。留礼寿の母。 燕燕とは喧嘩もするが、離れるとなると『喧嘩する相手がいなくなる』と淋しがりもする、くだけた間柄の姉妹。軽率なところがあり、父や姉から心配されている。 耶律喜隠に口説かれて恋をし、さらに李胡の死を喜隠と共に目撃したことで、彼を家族として生涯支えると心に決める。喜隠が妹の夫である賢に刃向かうたび、夫と妹との板挟みになり葛藤するようになる。 | 徐佳琦                             |

### 遼
皇族とみなされるのは、太祖耶律阿保機の高祖父・粛祖耶律耨里思の後裔。皇族間の身分の尊卑は、太祖との血縁の近さによって決まる。
太祖の長男・人皇王耶律突欲の血統
太祖の次男・太宗耶律堯骨の血統
太祖の三男・耶律李胡の血統
以上が太祖の子孫であり、作中において太祖三支と呼ばれ、最も貴ばれる身分である。
このほか作中で言及される皇族集団としては、仲父房、季父房、五院部、六院部が存在する。仲父房は、太祖の伯父・耶律釈魯の子孫を指す。季父房は、太祖の弟の子孫を指す。五院部と六院部は、太祖が祖父・玄祖耶律勻徳実や曽祖父・懿祖耶律薩剌徳の世代に遡り、その兄弟の後裔を再編成して制定した集団である。皇族ではあるが、作中の時代では太祖から血縁の上でかなり遠くなっており、太祖三支や仲父房、季父房よりも身分は低い。五院部は、薩剌徳の兄の子孫の集団である。
六院部は、薩剌徳の二人の弟および、勻徳実の兄弟の後裔をひとまとめにして制定した集団である。

#### 主な皇族(太祖三支とその妃および夫)
| 役                | 演                              | 紹介 | 声     |
| 耶律阮            | 金珈                            | 遼三代・世宗 太祖の長男・人皇王耶律突欲の血統。 突欲の息子。賢、只没、胡古典の父。 |        |
| 甄皇后            | 王媛可                          | 耶律阮の妃。只没の母。 遼で唯一の漢人皇后。 |        |
| 蕭蒲哥            | 張熙媛                          | 耶律阮の小妃。 | 張凱   |
| 蕭啜里            | 黄小戈                          | 耶律阮の小妃。 | 白雪岑 |
| 耶律璟            | ニン・リー （寧理）             | 寿安王→遼四代・穆宗 太祖の次男・太宗耶律堯骨の血統。 堯骨の息子。呂不古の同母弟、罨撒葛の同母兄。敵烈の異母兄。 同母弟の罨撒葛以外は誰も信用せず、酒乱で、側仕えの男女を気まぐれに殺すため恐れられている暗君。 | 寧理   |
| 耶律罨撒葛        | タン・カイ （譚凱）             | 太平王、禁衛軍指揮使→斉王→皇太叔 太祖の次男・太宗耶律堯骨の血統。 堯骨の次男で璟の同母弟。敵烈の異母兄。胡輦の夫。 璟の右腕。賢をはじめ、様々な人間の身辺に間諜を送りこんで監視している。不穏な動きは兄に伝えるほか、穏便に済むよう兄に隠れて計らい、相手に恩を売りつけて手駒にすることもある。 先妻を亡くしてしばらくは独り身だったが、やがて胡輦に求婚する。 璟の死後には、賢、喜隠と三つ巴の勢力争いを繰り広げる。 | 譚凱   |
| 耶律李胡          | 王絵春                          | 皇太叔 太祖の三男。 喜隠の父。 | 張遥函 |
| 耶律喜隠          | ジー・チェン （季晨）           | 趙王→西南面招討使 太祖の三男・耶律李胡の血統。 李胡の息子。烏骨里の夫。留礼寿の父。 当初は后族の力を利用する目的で烏骨里を口説くが、やがて彼女を心から愛するようになる。 璟の死後には、賢、罨撒葛と三つ巴の勢力争いを繰り広げる。両派閥の人間からは、愚かで思慮深さに欠け短気だと見られている。 | 季晨   |
| 耶律留礼寿        | 周思羽                          | 太祖の三男・耶律李胡の血統。 喜隠と烏骨里の息子で、李胡の孫。 | 張振   |
| 喜哥              | 荣梓希                          | 耶律賢の小妃。女里の姪。 | 于鳴鹿 |
| 玉簫              | ワン・チューラン （王楚然）     | 渤海妃 耶律賢の小妃。薬師奴の母。 元は渤海から献上された貢女。楽器の演奏が得意で医術の心得があり、賢に寵愛される。控えめな性格。 | 李葉萌 |
| 耶律隆緖 (文殊奴) | 陳昊 少年:葉禾 幼少:裴文博      | 遼六代・聖宗 太祖の長男・人皇王耶律突欲の血統。 耶律賢と蕭燕燕の長男で、突欲の曾孫。観音女、胡都菫の同母兄。薬師奴の異母兄。 | 劉克維 |
| 耶律只没          | サイモン・リアン （連晨翔）     | 寧王 太祖の長男・人皇王耶律突欲の血統。 世宗耶律阮と甄皇后の息子で、突欲の孫。賢の異母弟。耶律胡古典の異母兄。 ある事件で生殖能力を失い完全に野心を喪失して、政争の表舞台から身を引こうとする。 | 楊天翔 |
| 安只              | チャオ・ユエンユエン （趙圓圓） | 穆宗の侍女→寧王妃 野心を喪失した夫に苛立つ。 | 謝子溦 |
| 耶律胡古典        | 孫雅麗                          | 公主 世宗耶律阮の娘。賢の同母妹。只没の異母妹。 |        |
| 蕭楚里            | 韓帥                            | 胡古典の夫。 |        |
| 耶律敵烈          | 王俊彭                          | 南京皇族鎮守→冀王 太祖の次男・太宗耶律堯骨の血統。 堯骨の三男で、璟と罨撒葛の異母弟。 兄たちから蔑視される。 | 張加麒 |
| 夷蘭              | 莫小奇                          | 冀王妃 敵烈の妻。夫との間に蛙哥という息子がいる。 情勢を見極めることに長け、璟の在位中は、彼に敵視されないよう夫を慎重に振る舞わせていた。夫の死後は徳譲を恨み、烏骨里や耶律道隠に接近する。 | 呉月婷 |
| 耶律道隠          | 任洪漠                          | 蜀王 太祖の長男・人皇王耶律突欲の血統。 突欲の息子。 | 張遥函 |
| 耶律隆先          | 小么哥                          | 平王 太祖の長男・人皇王耶律突欲の血統。 突欲の息子。 |        |
| 耶律稍            | 陳涛                            | 呉王 太祖の長男・人皇王耶律突欲の血統。 突欲の息子。 |        |

#### 蕭氏
代々の皇后は、后族と呼ばれる、蕭姓を持つ三氏族(抜里・乙室・述律)から選ばれる。この三氏族には、もともと血縁関係はない。
| 役       | 演                          | 紹介 | 声     |
| 蕭思温   | リウ・イージュン （劉奕君） | 北府宰相→魏王、尚書令、北院枢密使 蕭敵魯の甥。妻は太宗耶律堯骨の娘・耶律呂不古。胡輦、烏骨里、燕燕の父。 漢制の統治を進めたいと望む賢を、韓匡嗣と共に支持する。娘たちが政争によって引き裂かれることを案じる父親の一面と、一族と国益のため娘たちに選択を強いる政治家の一面とを持ち合わせる。 自身の一族からはまだ皇后が出ていないことを賢に指摘され、燕燕の最終的な嫁ぎ先を決める。 | 劉奕君 |
| 蕭達凜   | 王梓権                      | 蘭陵郡王 耶律休哥に並ぶ有能な軍人。思温を『おじ上』と呼び、三姉妹とも親しく付き合う。 少父房(述律太后の弟の子孫)の出身であることを理由に官職に推挙される描写があるが、この場合思温の一族ではないということになる。 | 張淼凡 |
| 蕭海里   | 顧曹斌                      | 思温の甥で、彼を『叔父上』と呼ぶ。男子のいない思温の後継になることを狙っている。 | 劉峥   |
| 蕭海只   | 馮起龍                      | 思温の甥で、彼を『叔父上』と呼ぶ。男子のいない思温の後継になることを狙っている。髭を生やしている。 | 蔡杰   |
| 蕭討古   | 任希鴻                      | 南京統軍使 蕭敵魯の孫。朴謹公主の夫。海瀾の父。 |        |
| 蕭海瀾   | 龔婉怡                      | 蕭討古と朴謹公主の娘。 燕燕が幽州防衛のため親征した際に側近を務める。文武両道の優秀な娘。燕燕を『おば上』と呼ぶ。 | 劉雨斯 |
| 蕭隗因   | 李俊偉                      | 国舅、少父房 妻は徳譲の妹。菩薩哥の父。 |        |
| 蕭菩薩哥 | 楊雨潼 少女期:陶奕希        | 蕭隗因の娘。母は徳譲の妹で、徳譲の姪にあたる。 隆緒に見初められる。 | 何冠男 |
| 蕭継先   | 杜承峻                      | 思温の甥。 三姉妹によって、男子のいない思温の後継に指名される。 |        |

#### 韓府
韓氏は、徳譲の祖父の代に契丹に仕えるようになった漢人一族。契丹人貴族からは、しばしば『耶律家の奴婢』と蔑視される。
| 役     | 演                        | 紹介 | 声   |
| 韓匡嗣 | ジァン・カイ （蒋愷）     | 長楽宮使、皇帝の侍医→燕王→上京留守 徳譲の父。 医術に通じ、迪里姑と共に賢の治療にあたる。思温と共に賢を支持する。 | 厳明 |
| 韓夫人 | 涓子                      | 燕王妃 徳譲の母。 はっきりとものを言う性格で、夫と息子を叱咤激励する。燕燕との仲を裂かれ息子が打ちひしがれる姿を見て以来、賢に対して辛辣な評価を口にするようになる。                                                                              | 馬程 |
| 李思   | モン・ズーイー （孟子義） | 李継忠の娘。徳譲の妻。 徳譲を慕いながらも、彼にとって自分は燕燕に敵う存在ではないと理解しており、ただ徳譲の安寧を願っている。燕燕との関係を揶揄する流言で徳譲が脅かされることを心配し、彼に嫁いで以降、夫の参内を妨げようとする言動が増えていく。 | 馮嵐 |

#### 朝臣
| 役名       | 演                 | 紹介 | 声       |
| 耶律休哥   | 阮聖文             | 仲父房 惕隠→大于越(功労者が就く名誉職) 太祖の伯父・耶律釈魯の孫。太祖から見ると従兄弟の息子にあたり、太祖の息子たちから見ると又従兄弟にあたる。 有能な軍人。達凛同様、三姉妹にとっては良き兄分。即位後の賢と燕燕からは、軍政の柱としてだけでなく、耶律氏の要としても重んじられる。 斜軫をからかったり軽口で軍議の場を和ませたりするなど、茶目っ気のある人物。 | 凡逸     |
| 耶律斜軫   | 于済瑋             | 六院部 南院大王 耶律勻徳実の兄・耶律蒲古只の玄孫。祖父の耶律曷魯は耶律覿烈の兄で、虎古とは又従兄弟にあたる。磨魯古からは『おじ上(小叔)』と呼ばれている。 若手の有能な軍人。謀反の鎮圧などでは冷徹に判断を下せる一方、一目惚れした海瀾のことになるとわかりやすく動転する。                                                                                     | 孫郎朗   |
| 耶律虎古   | 韓東               | 六院部 耶律勻徳実の兄・耶律蒲古只の玄孫。祖父の耶律覿烈は耶律曷魯の弟で、斜軫とは又従兄弟にあたる。磨魯古の父。 漢人や韓氏を耶律氏の奴婢だと見下し、徳譲が重用され漢制統治が進むことに反発する。隆緒の即位後は『曷魯の系統の元老』とされる。 | 李楠     |
| 耶律磨魯古 | 阿斯汗 少年:薛涵予 | 虎古の息子。 | 巴赫     |
| 耶律屋質   | 邵兵               | 前大于越 太祖の伯父・耶律巌木の後裔(孟父房)。皇族の長老。 | 楊默     |
| 女里       | 蒋冰               | 近衛軍統領、契丹行宮都部署 奴婢の出身だとしてしばしば軽んじられることがある。 | 馮盛     |
| 高勲       | 関亜軍             | 南院枢密使→秦王→北府宰相 | 宝木中陽 |
| 室昉       | 張金元             | 南院枢密使→北府宰相 | 張若冰   |
| 耶律賢適   | 田凱               | 右皮室詳穏→北院枢密使 思温の死後、徳譲に推薦され北院枢密使の後任となる。 |          |
| 耶律察割   | 郭軍               | 泰寧王 太祖の甥。祥古山の変の首謀者。 |          |

### その他
| 役名     | 演                          | 紹介 | 声     |
| 李継遷   | 馮武生                      | 定難軍節度使、夏王 党項(タングート)の有力武将。族長が銀夏五州を宋に献上して帰順したことに反発し、遼への帰服を申し出る。遼からは、滅亡した北漢に代わる宋との緩衝地としての役割を期待され、汀を娶せられる。 西夏初代・李元昊の祖父。 |        |
| 耶律汀   | 楊安琪                      | 義成公主 耶律襄とその正妻の娘。燕燕に素質を見込まれ、義成公主に封じられた上で3000の兵と共に李継遷に嫁ぐ。 | 高一雪 |
| 撻覧阿鉢 | ジョン・イールン （盛一倫） | 胡輦が北方に所有する馬場の馬丁。胡輦と相愛の仲となり、彼女の提案で将軍位を授かる。何物にもとらわれない自由を好む。 | 邵晨亮 |
| 王継忠   | 沈雪煒                      | 即位前の趙恒に仕えていた武官。遼の捕虜となるが燕燕の思惑によって厚遇され、やがて澶淵の盟の締結にあたり、遼側が用いる交渉官となる。                                                                                                 |        |
| 信寧     | 韓朔                        | 徳譲の親衛。 | 劉崢   |
| 婆児     | 傅風男                      | 賢の側近。 | 肖雲   |
| 双古     | 黄海                        | 燕燕が賢の妃となってからの側近。 | 文昊宇 |
| 粘木衮   | 朱峰                        | 罨撒葛の側近。 | 張淼凡 |
| 高六     | 于洪亮                      | 罨撒葛の側近。 後に北方では、胡輦の実質的な副官を務める。 | 文昊宇 |
| 迪里姑   | 張弓                        | 侍医 賢の幼い時からの主治医。韓匡嗣の漢風医術を評価している。 | 湯水雨 |

## サウンドトラック
| #  | タイトル                 | 作詞        | 作曲        | 歌     |
| -- | ------------------------ | ----------- | ----------- | ------ |
| 1. | 「燕雲台」(オープニング) | 姚燁        | 姚燁        | 霍尊   |
| 2. | 「若燕」(エンディング)   | 林喬 劉恩汛 | 黄義達      | 尚雯婕 |
| 3. | 「相思魂」(挿入歌)       | 林喬        | 鄧強中 夏桓 | 于済瑋 |
| 4. | 「冷煙雨」(挿入歌)       | 林喬        | 李方睿      | 馮希瑶 |